# Лейнонен, Микке
Ми́кке Ле́йнонен (фин. Mikke Leinonen; 14 января 1992 года, Лахти, Финляндия) — финский двоеборец, участник зимних Олимпийских игр 2014 года.

## Спортивная биография
На соревнованиях под эгидой FIS Лейнонен начал выступать в 2007 году в рамках Кубка мира B. На молодёжном уровне Лейнонен трижды принимал участие в юниорских чемпионатах мира, и в 2013 году Микке был близок к завоеванию награды, трижды попав в 10-ку сильнейших на различных дистанциях. 11 марта 2011 года Лейнонен дебютировал в Кубке мира, выступив на этапе в своём родном Лахти. Свои первые очки на этапах мирового кубка Микке набрал в январе 2014 года на этапе в российском городе Чайковский, когда он стал сначала 29-м, а затем 14-м в прыжках с нормального трамплина и гонке на 10 км, но этот этап по разным причинам пропустили многие ведущие спортсмены. В 2013 году Лейнонен дебютировал на взрослом чемпионате мира в итальянском Валь-ди-Фьемме. В прыжках с большого трамплина и гонке на 10 км финскому двоеборцу удалось занять только 36-е место, а в прыжках с нормального трамплина и гонке на 10 км Лейонен стал 34-м. В командных соревнованиях финская сборная пробилась в десятку сильнейших и заняла итоговое 8-е место.
В 2014 году Микке Лейнонен дебютировал на зимних Олимпийских играх в Сочи. В прыжках с нормального трамплина Лейнонен показал невысокий 37-й результат, слабый ход во время лыжной гонки, где эстонец показал 37-е время, позволил ему по итогам соревнований занять только 40-е место. В прыжках с большого трамплина и гонке на 10 км Микке опять не смог выполнить хорошую попытку в прыжках, что позволило ему занимать лишь предварительное 42-е место. Лыжная гонка ничего не изменила для финского двоеборца в итоговой расстановке и он остался на 42-й позиции. Вместе со сборной Финляндии Лейнонен должен был стартовать в командных соревнованиях, но сборная Финляндии не вышла на старт прыжковой части, снявшись с соревнований из-за болезни одного из участников сборной.
На зимней Универсиаде 2015 года Лейнонен выступил в двух дисциплинах и оба раза смог попасть в десятку сильнейших, заняв 6-е и 7-е место.

## Личная жизнь
- Владеет финским и английским языками.
- Хобби — дизайн автомобилей.